# Kirishima (couraçado)
O Kirishima (霧島) foi um navio de guerra operado pela Marinha Imperial Japonesa e a terceira embarcação da Classe Kongō, depois do Kongō e Hiei, e seguido pelo Haruna. Sua construção começou em março de 1912 nos estaleiros da Mitsubishi em Nagasaki como um cruzador de batalha e foi lançado ao mar em dezembro de 1913, sendo comissionado na frota japonesa em abril de 1915. Era armado com uma bateria principal de oito canhões de 356 milímetros, possuía inicialmente um deslocamento de quase 27 mil toneladas e conseguia alcançar uma velocidade de 27 nós.
O navio passou seus primeiros anos patrulhando as águas perto da China durante a Primeira Guerra Mundial e ajudou a resgatar sobreviventes do Grande Sismo de Kantō em 1923. Depois disso a embarcação passou por duas grandes reconstruções, primeiro em 1927 e depois em 1934, em que sua blindagem foi reforçada, sua superestrutura reconstruída, seus maquinários substituídos, seus armamentos incrementados com uma defesa antiaérea aprimorada, entre outras modificações. Estas alterações fizeram a Marinha Imperial reclassificar o navio como um couraçado.
O Kirishima teve uma carreira ativa durante a Segunda Guerra Mundial. Ele escoltou porta-aviões no Ataque a Pearl Harbor em dezembro de 1941 e proporcionou suporte para a invasão das Índias Orientais Holandesas em março de 1942 e em ações no Oceano Índico no mês seguinte. Também esteve presente nas batalhas de Midway em junho, Salomão Orientais em agosto e Ilhas Santa Cruz em outubro. O Kirishima foi afundado na madrugada de 15 de novembro durante a Segunda Batalha Naval de Guadalcanal depois de ser seriamente danificado pelo couraçado USS Washington.

## Características
O Kirishima foi o terceiro cruzador de batalha da Marinha Imperial Japonesa. A Classe Kongō era tão grande, cara e bem armada quanto um couraçado, porém abria mão de proteção para poder conseguir alcançar uma velocidade maior. Eles foram projetados pelo engenheiro naval britânico George Thurston e encomendados em 1910 no Decreto de Expansão Naval Emergencial, em resposta ao britânico HMS Invincible. Os quatro membros da Classe Kongō foram projetados para se igualarem às capacidades dos cruzadores de batalha operados pelas outras grandes potências navais da época. O tamanho de seus canhões principais e o nível de sua proteção de blindagem, que compunha 23,3 por cento de seu deslocamento em 1913, eram muito superiores a de todos os outros navios capitais japoneses da época.
Como construído, o Kirishima tinha 214,58 metros de comprimento de fora a fora, boca de 28,04 metros, calado de 8,22 metros e deslocamento normal de 27 384 toneladas. Seu sistema de propulsão tinha 36 caldeiras Kampon que impulsionavam duas turbinas a vapor Parsons, cada uma girando duas hélices, que foram projetadas para produzirem 65 mil cavalos-vapor (47,8 mil quilowatts) de potência. O Kirishima era capaz de alcançar uma velocidade máxima 27,5 nós (50,9 quilômetros por hora). Ele carregava 4,3 mil toneladas de carvão e mil toneladas de óleo combustível que era borrifado no carvão com o objetivo de aumentar sua taxa de queima, o que proporcionava um alcance de oito mil milhas náuticas (quinze mil quilômetros) a uma velocidade de catorze nós (26 quilômetros por hora).
A bateria principal do Kirishima consistia em oito canhões de 356 milímetros. Estes eram montados em quatro torres de artilharia duplas, duas na proa e duas na popa. Seus armamentos secundários originalmente tinham dezesseis de 152 milímetros/50 calibres montados em casamatas a meia-nau, além de oito canhões de 76 milímetros. O navio também foi equipado com com oito tubos de torpedo submersos de 533 milímetros. O cinturão de blindagem superior tinha 152 milímetros de espessura, enquanto o cinturão inferior tinha espessura de 203 milímetros, com eles se afinando para 76 milímetros próximo da proa e da popa. O convés era protegido por uma blindagem que ia desde 38 milímetros até setenta milímetros de espessura. As torres de artilharia tinham placas de blindagem de até 229 milímetros de espessura. Por fim, a proteção da torre de comando chegava em até 229 milímetros de espessura.

## História

### Primeiros anos

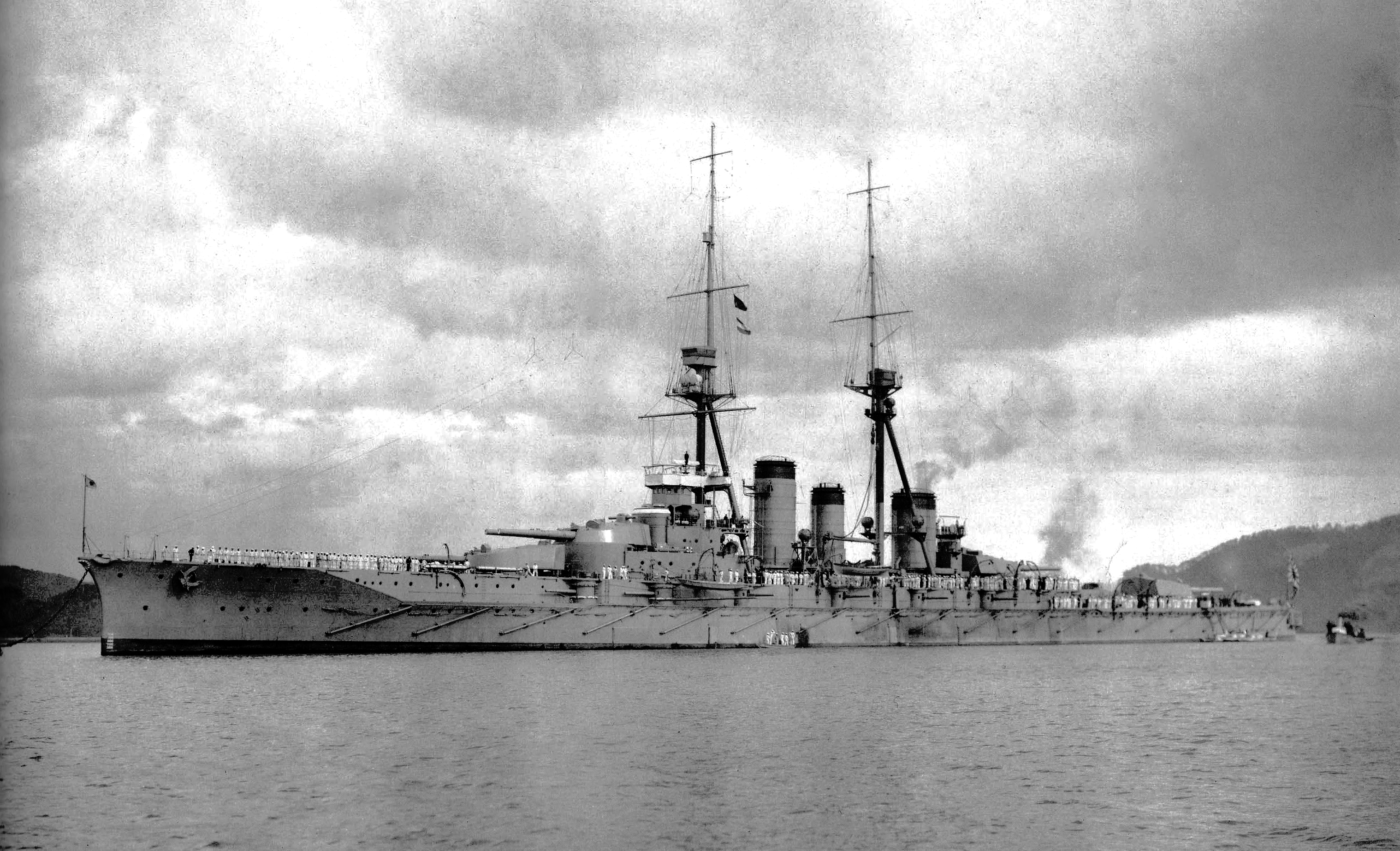
O Kirishima ancorado em Sasebo em 21 de dezembro de 1915

O batimento de quilha do Kirishima ocorreu no dia 17 de março de 1912 nos estaleiros da Mitsubishi em Nagasaki. A maioria dos componentes usados na construção foram produzidos no Japão. Devido a uma escassez de rampas de lançamento disponíveis, o Kirishima e seu irmão Haruna foram os primeiros navios capitais da Marinha Imperial construídos por estaleiros japoneses particulares. Seu lançamento ocorreu em 1º de dezembro de 1913 e o processo de equipagem começou no mesmo mês. O capitão Kamaya Rokuro foi designado em 15 de dezembro de 1914 como seu oficial chefe encarregado da equipagem. O Kirishima foi completado em 19 de abril de 1915 e comissionado no mesmo dia, sendo designado para servir na Divisão de Couraçados 1 junto com o Haruna.
Depois de sete meses de testes, foi designado para a Divisão de Couraçados 3. O Kirishima e o Haruna deixaram o Distrito Naval de Sasebo em abril de 1916 para patrulharem o Mar da China Oriental por dez dias, durante a Primeira Guerra Mundial. O navio permaneceu em Sasebo até abril de 1917, quando foi patrulhar o litoral da China junto com o Haruna e o Kongō. Sua última patrulha foi em abril de 1918 próximo dos litorais chinês e coreano. Em julho o Kirishima transportou o príncipe Artur de Connaught para o Canadá e logo em seguida retornou para o Japão.
O Japão ganhou o controle das antigas possessões alemãs no Pacífico Central pelos termos do Tratado de Versalhes, assinado em 1919. Os japoneses tinham na época boas relações com britânicos e norte-americanos, e assim o Kirishima e outros navios de guerra ficaram cada vez mais inativos pós-Primeira Guerra Mundial. O navio permaneceu atracado em Sasebo, com exceção de patrulhas pelo litoral chinês em março de 1919 e agosto de 1921. Ele colidiu com o contratorpedeiro Fuji em 10 de setembro de 1922 durante manobras de exercício, porém nenhuma embarcação foi seriamente danificada. O Grande Sismo de Kantō ocorreu em setembro de 1923 e vários navios capitais da Marinha Imperial auxiliaram nos trabalhos de resgate até o fim do mês. O Kirishima foi colocado na reserva em dezembro do mesmo ano.
A assinatura do Tratado Naval de Washington em 6 de fevereiro de 1922 limitou o tamanho da Marinha Imperial para uma razão de 5:5:3 com Reino Unido e Estados Unidos, significando que os japoneses poderiam ter três navios capitais para cada cinco dos britânicos e norte-americanos. Isto ocorreu porque o Japão estava limitado a um único oceano, enquanto os outros tinha acesso a dois. O Japão mesmo assim ficou com mais navios que França e Itália. O tratado também proibiu a construção de novos navios capitais até 1931, com nenhuma embarcação podendo exceder 36 mil toneladas de deslocamento. Foi permitido que navios capitais existentes fossem aprimorados com protuberâncias antitorpedo e conveses blindados, contanto que essas modificações não excedessem três mil toneladas. Na época que o tratado foi totalmente implementado, o Japão tinha três classes de navios capitais da época da Primeira Guerra Mundial: os cruzadores de batalha da Classe Kongō e os couraçados das classes Fusō e Ise.

### Reconstrução

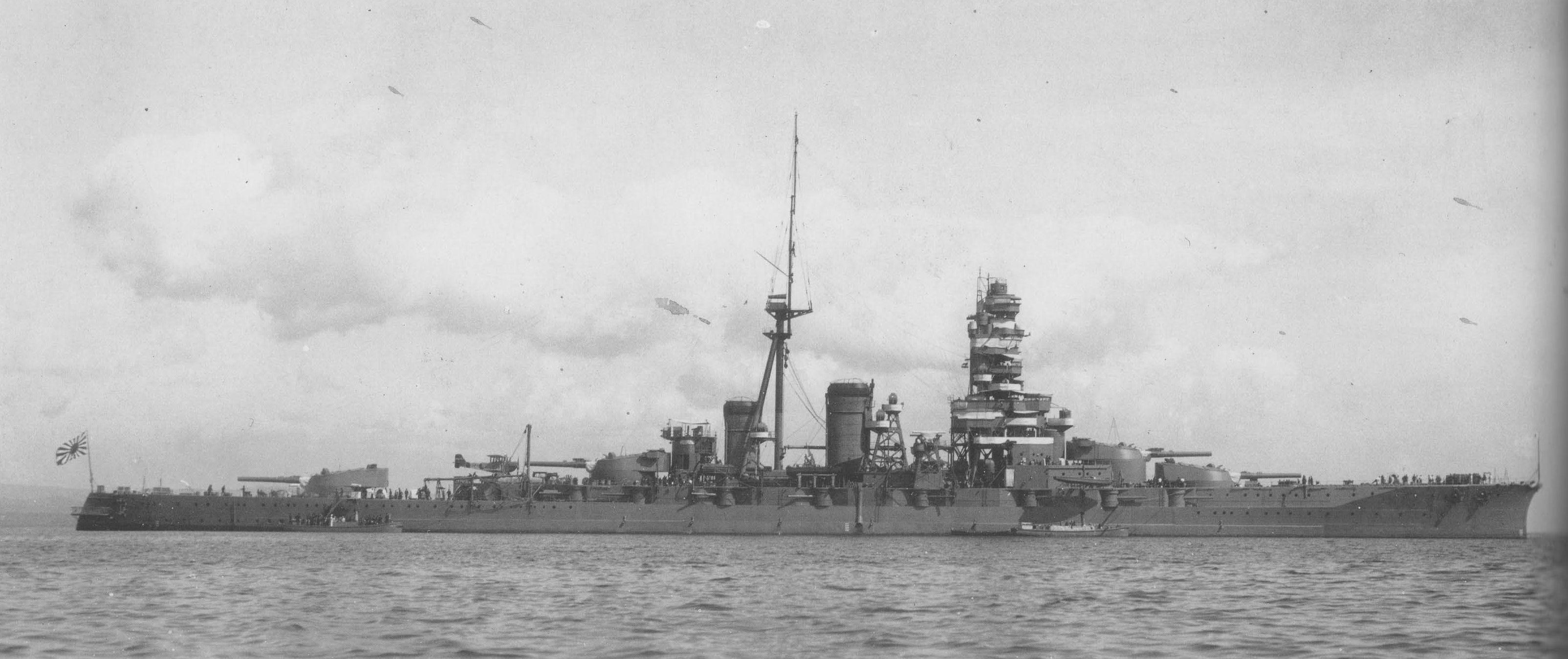
O Kirishima em outubro de 1932

A Marinha Imperial decidiu aprimorar e reconfigurar seus navios capitais já existentes. O Kirishima foi colocado em reserva de terceira classe em dezembro de 1926 e sua primeira reconstrução começou em 1927. Sua blindagem horizontal sobre os depósitos de munição e sala de máquinas foi fortalecida e protuberâncias antitorpedo foram adicionadas na linha d'água, como permitido pelo Tratado Naval de Washington. Suas 36 caldeiras originais foram removidas e substituídas por dez novos modelos Kampon. Sua superestrutura dianteira foi reconstruída no estilo mastro pagode para permitir a instalação de novos equipamentos, o que permitiu a remoção de uma das três chaminés. As modificações no seu casco aumentaram o peso da blindagem em quatro mil toneladas, violando os termos do Tratado Naval de Washington. Sua modernização terminou nos primeiros meses de 1930.
O Tratado Naval de Londres foi assinado em 22 de abril de 1930 e colocou ainda mais restrições nas forças navais dos cinco países signatários, incluindo o Japão. Vários dos couraçados mais antigos e obsoletos foram descartados e a proibição da construção de novos foi ampliada. O Kirishima recebeu de agosto a outubro equipamentos necessários para lidar com hidroaviões de reconhecimento. O Japão invadiu a Manchúria em setembro de 1931 e o Kirishima patrulhou o litoral chinês próximo de Xangai em abril de 1932, sendo colocado em reserva terceira classe logo depois. A Sociedade das Nações estabeleceu em 25 de fevereiro de 1933 que a invasão da Manchúria tinha violado a soberania chinesa. O Japão se recusou a aceitar o julgamento e saiu da organização no mesmo dia. Os japoneses também renunciaram seus compromissos com o Tratado Naval de Washington e o Tratado Naval de Londres, dessa forma eliminando todas as restrições sobre o número e tamanho de seus navios de guerra.

### Pré-guerra

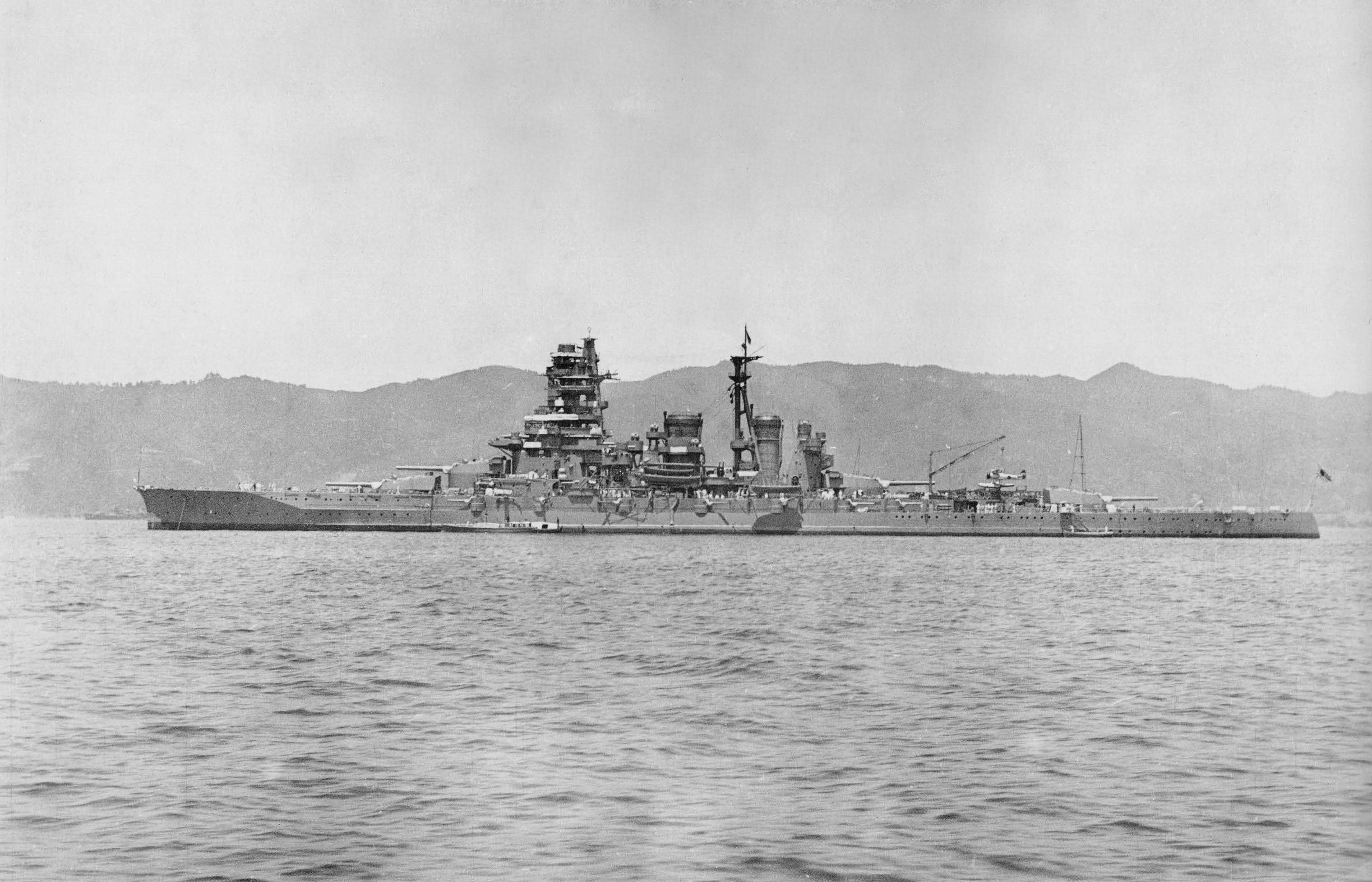
O Kirishima ancorado na Baía de Tsukumo em 10 de maio de 1937

O Kirishima entrou em uma doca seca do Arsenal Naval de Sasebo em 18 de novembro de 1934 em preparação para uma segunda reconstrução, o que permitiria que ele operasse junto com os porta-aviões. Sua popa foi alongada em 7,9 metros, enquanto sua superestrutura foi reconstruída novamente para permitir a instalação de novos mecanismos de controle de disparo. Suas caldeiras foram removidas e substituídas por onze novas caldeiras Kampon, também recebendo novas turbinas a vapor. A elevação máxima das baterias principal e secundária foi aumentada e a embarcação foi equipada com hidroaviões de reconhecimento Nakajima E8N e Kawanishi E7K. Para este fim, uma catapulta e trilhos foram reformados. Seus canhões de 76 milímetros foram removidos e substituídos por oito canhões de duplo-propósito de 127 milímetros. O Kirishima também recebeu vinte canhões antiaéreos de 25 milímetros em montagens duplas, enquanto dois de seis canhões de 152 milímetros e seus tubos de torpedo foram retirados.
Sua blindagem foi bastante aprimorada. O cinturão principal foi fortalecido para uma espessura uniforme de 203 milímetros, enquanto anteparas diagonais a profundidades de 127 a 203 milímetros também foram adicionadas para reforçar o cinturão de blindagem. As proteções das torres de artilharia principais foram fortalecidas para 254 milímetros, com 102 milímetros de blindagem sendo instalados em partes do convés. A blindagem das áreas próximas dos depósitos de munição também foi fortalecida durante as reformas. A reconstrução foi declarada completa em 8 de junho de 1936. Suas reformas aumentaram sua velocidade máxima para 30,5 nós (56,5 quilômetros por hora), com a Marinha Imperial reclassificando o Kirishima como um couraçado rápido.
O navio deixou Sasebo em agosto de 1936 junto com o Fusō para patrulhar o litoral chinês perto de Amoy. Ele operou entre março de 1937 e abril de 1939 como embarcação de suporte e transporte durante a Segunda Guerra Sino-Japonesa. Foi designado em novembro de 1938 como a capitânia da Divisão de Couraçados 3, sob o comando do vice-almirante Chūichi Nagumo. Ele foi colocado na reserva em novembro de 1939 e equipado com blindagens adicionais na frente das torres de artilharia e nas barbetas.

### Segunda Guerra

#### Primeiras ações
O Kirishima navegou entre diversas bases japonesas até 11 de novembro de 1941, quando foi equipado em preparação para guerra e designado para a Divisão de Couraçados 3 junto com seus irmãos. Ele deixou a Baía de Hitokappu, nas Ilhas Curilas, no dia 26 na companhia do Hiei para escoltar os porta-aviões Akagi, Kaga, Sōryū, Hiryū, Shōkaku e Zuikaku da 1.ª Frota Aérea, todos sob o comando de Nagumo. Essa força realizou o Ataque a Pearl Harbor em 7 de dezembro contra a Frota do Pacífico dos Estados Unidos, afundando vários couraçados e outras embarcações norte-americanas. Os japoneses retornaram para o Japão logo em seguida.
A embarcação proporcionou escolta durante a invasão da ilha da Nova Bretanha no dia 17, retornando para a base naval de Truk, nas Ilhas Carolinas, logo em seguida. O navio partiu novamente em 1º de fevereiro em resposta a ataques norte-americanos contra as Ilhas Marshall e Gilbert. Ele apoiou em março operações próximas da ilha de Java, nas Índias Orientais Holandesas, com um de seus hidroaviões tendo bombardeado um navio mercante inimigo. A frota japonesa encontrou o contratorpedeiro norte-americano USS Edsall ao sul de Java. O Hiei e o cruzador pesado Chikuma inicialmente abriram fogo, porém não conseguiram acertar o alvo. Bombardeiros de mergulho de três porta-aviões apareceram e conseguiram imobilizar o Edsall, com o Kirishima e os outros dois navios voltando a disparar contra o contratorpedeiro até afundá-lo.

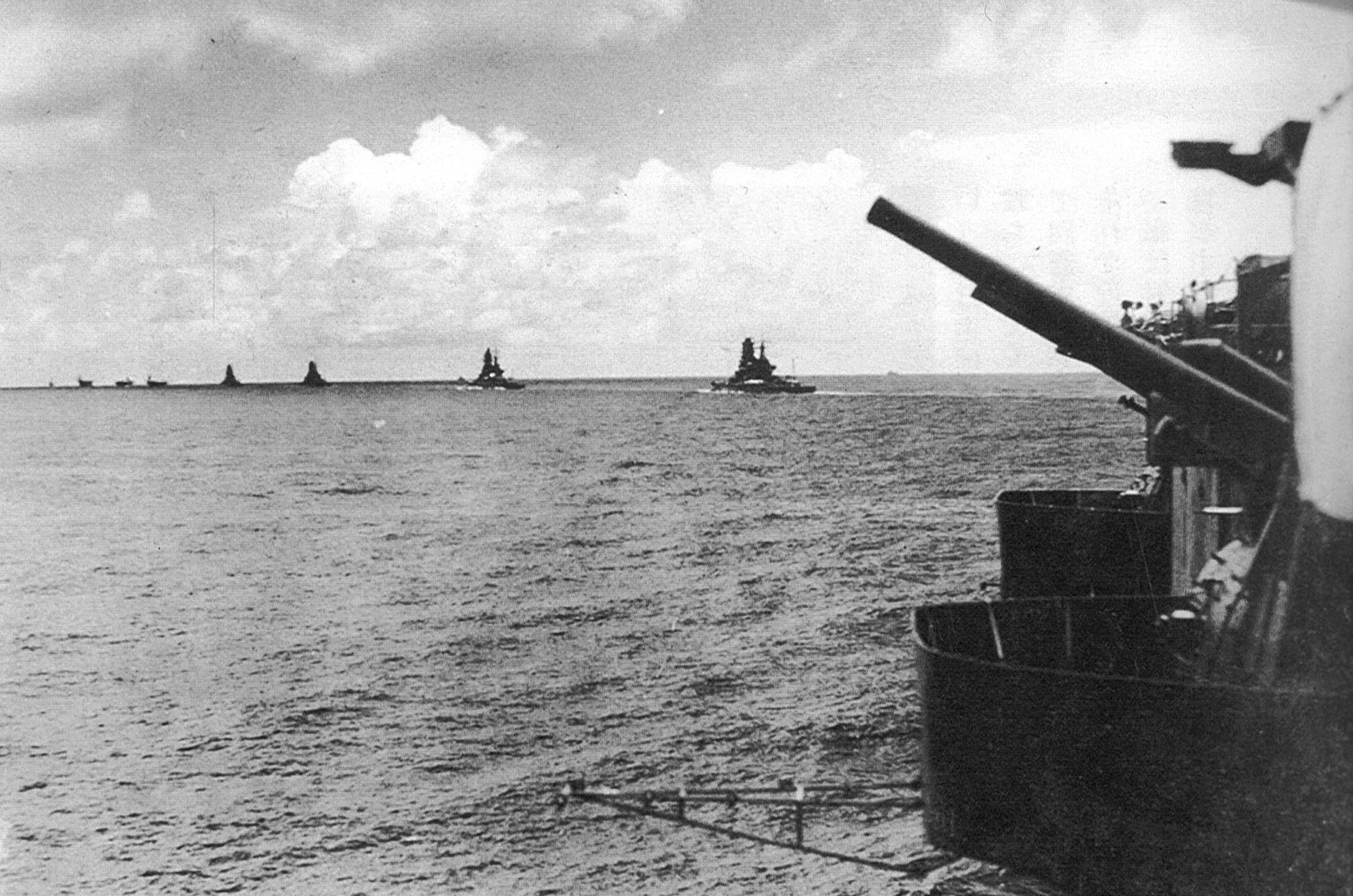
A força japonesa seguindo para o Oceano Índico em 30 de março de 1942; o Kirishima é o antepenúltimo navio

Em abril, a Divisão de Couraçados 3 juntou-se a cinco porta-aviões, dois cruzadores pesados e onze contratorpedeiros para atacar bases navais britânicas no Oceano Índico. Os japoneses atacaram o porto de Colombo, no Ceilão, no dia 5 de abril, enquanto hidroaviões do cruzador pesado Tone avistaram os cruzadores britânicos HMS Dorsetshire e HMS Cornwall, com ambos sendo afundados por ataques aéreos. Um dos hidroaviões do Kirishima também metralhou um navio-tanque. Os porta-aviões atacaram Trincomalee no dia 8, porém descobriram que a frota britânica tinha partido na noite anterior. Um dos hidroaviões do Haruna avistou o porta-aviões HMS Hermes acompanhado do contratorpedeiro HMAS Vampire, que foram rapidamente afundados por um enorme ataque aéreo. A força retornou para o Japão pouco depois e o Kirishima recebeu mais canhões antiaéreos de 25 milímetros.
O Kirishima e o Haruna partiram em junho como parte da 1.ª Frota Aérea para atacarem o Atol Midway, proporcionando escolta para os quatro porta-aviões de Nagumo. Entretanto, a Frota Combinada sofreu uma derrota desastrosa na resultante Batalha de Midway em 4 de junho e os quatro porta-aviões foram afundados, com o Kirishima resgatando sobreviventes e então recuando para o Japão.

#### Guadalcanal
O navio partiu em agosto paras Ilhas Salomão com o Hiei, três porta-aviões, três cruzadores e onze contratorpedeiros em resposta à invasão norte-americana de Guadalcanal. O Kirishima escoltou os porta-aviões na Batalha das Salomão Orientais nos dias 24 e 25, durante a qual o Ryūjō foi afundado. A frota retornou para Truk logo em seguida. Ele fez parte da Força de Vanguarda do contra-almirante Hiroaki Abe na Batalha das Ilhas Santa Cruz em outubro, proporcionando cobertura distante para os porta-aviões.
O Kirishima deixou Truk em 10 de novembro junto com o Hiei e onze contratorpedeiros com o objetivo de bombardear posições norte-americanas próximas de Campo Henderson em antecipação a um grande comboio de tropas japonesas. A força foi avistada por aeronaves de reconhecimento da Marinha dos Estados Unidos vários dias antes. Os norte-americanos empregaram uma força de dois cruzadores pesados, três cruzadores rápidos e oito contratorpedeiros sob o comando do contra-almirante Daniel J. Callaghan para interceptá-los. A força japonesa foi detectada pelo cruzador rápido USS Helena à 1h24min de 13 de novembro a uma distância de 26 quilômetros. Na resultante Primeira Batalha Naval de Guadalcanal, a força norte-americana concentrou seus disparos no Hiei, permitindo que o Kirishima acertasse o Helena e o cruzador pesado USS San Francisco várias vezes. O Hiei conseguiu desabilitar o cruzador rápido USS Atlanta, em seguida atacando o San Francisco junto com o Kirishima, matando Callaghan. Entretanto, o Hiei foi seriamente danificado pelo San Francisco e vários contratorpedeiros, fazendo com que o Kirishima e os contratorpedeiros sobreviventes recuassem para o norte. O navio recebeu ordens na manhã do dia 13 para rebocar o Hiei para segurança, mas este foi alvo de ataques aéreos e depois abandonado e deliberadamente afundado.

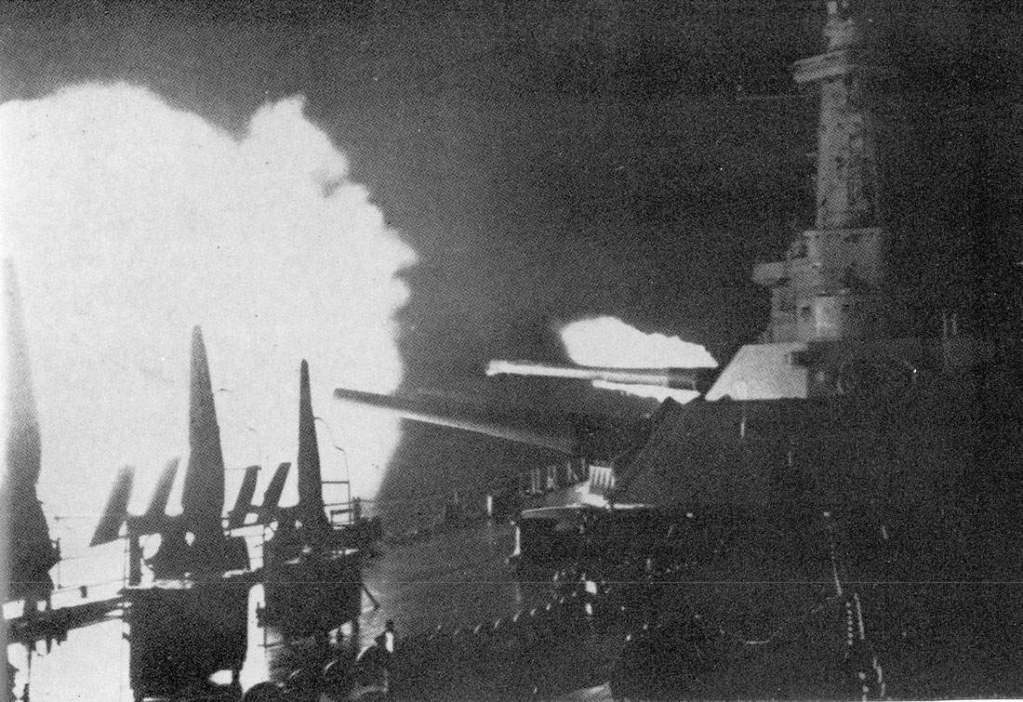
O Washington disparando contra o Kirishima em 15 de novembro de 1942

O Kirishima e seus contratorpedeiros de escolta juntaram-se à Divisão de Cruzadores 4 na tarde de 13 de novembro e prepararam-se para voltar a Guadalcanal sob o comando do vice-almirante Nobutake Kondō. Três cruzadores pesados japoneses bombardearam Campo Henderson na manhã do dia 14. O vice-almirante William Halsey, sabendo dos danos que seus navios sofreram na noite anterior, reforçou suas unidades em Guadalcanal com os novos couraçados USS Washington e USS South Dakota. As duas frotas se encontraram às 23h01min. A Segunda Batalha Naval de Guadalcanal começou, com quatro contratorpedeiros norte-americanos sendo desabilitados, enquanto o contratorpedeiro japonês Ayanami foi seriamente danificado pelo Washington e South Dakota.
O cruzador pesado Atago e o Kirishima iluminaram o South Dakota com seus holofotes e a força japonesa abriu fogo contra o couraçado norte-americano. O Kirishima acertou o navio com pelo menos três salvas de sua bateria principal, sem penetrar a blindagem, e com vários disparos da sua bateria secundária que desabilitaram os sistemas de controle de disparo e comunicações do inimigo. O South Dakota sofreu problemas elétricos às 23h40min, que desabilitaram seus radares, rádios e armas.
O Washington permaneceu sem ser detectado e abriu fogo contra o Kirishima pouco depois da meia-noite a uma distância de 7,7 quilômetros, a queima-roupa para os canhões de 406 milímetros do couraçado norte-americano. O Kirishima foi acertado por pelo menos nove projéteis de 406 milímetros e dezessete projéteis de 127 milímetros, que penetraram o depósito de munição das torres de artilharia principais dianteiras e destruíram as bombas hidráulicas, que por sua vez travaram seu leme e suas torres de artilharia principais traseiras. Os projéteis atearam fogo à sua superestrutura e causaram inundações que levaram a um adernamento de dezoito graus para bombordo. O cruzador rápido Nagara inicialmente tentou rebocar o navio para longe, porém logo ficou claro que ele não poderia ser salvo e os contratorpedeiros de escolta resgataram os sobreviventes. O Kirishima emborcou e afundou às 3h25min da madrugada de 15 de novembro com 212 mortos. Seus destroços foram descobertos em 1992 por Robert Ballard.

### Citações
1. 1 2 3 4   «Kongo-class Battleship». Combined Fleet. Consultado em 16 de maio de 2021
2. 1 2 3 4 5   Gardiner & Gray 1985, p. 234
3. 1 2 3 4 5   Jackson 2008, p. 27
4. ↑   Lengerer 2012, p. 145
5. ↑   Lengerer 2012, p. 156
6. ↑   Lengerer 2012, p. 152
7. 1 2   Moore 1990, p. 165
8. 1 2 3 4 5 6 7 8 9 10 11 12 13 14 15 16 17 18 19 20   «IJN Battleship Kirishima: Tabular Record of Movement». Combined Fleet. 1 de julho de 2016. Consultado em 20 de março de 2021
9. ↑   Willmott 2002, p. 22
10. ↑   Jackson 2000, p. 67
11. ↑   Jackson 2000, p. 68
12. ↑   Jackson 2000, p. 69
13. ↑   Willmott 2002, p. 45
14. ↑   Whitley 1998, pp. 178, 180
15. 1 2   Jackson 2000, p. 72
16. 1 2   Willmott 2002, p. 35
17. ↑   Stille 2008, p. 17
18. ↑   McCurtie 1989, p. 185
19. ↑   Willmot 2002, pp. 50–51
20. ↑   Jackson 2000, p. 119
21. ↑   Jackson 2000, p. 120
22. ↑   Stille 2008, p. 18
23. 1 2 3   Stille 2008, p. 19
24. ↑   Hammel 1988, pp. 99–107
25. ↑   Stille 2008, pp. 19–20
26. ↑   Morison 1958, p. 247
27. 1 2 3   Stille 2008, p. 20
28. ↑   Schom 2004, p. 417
29. ↑   Frank 1990, p. 478
30. 1 2   Schom 2004, p. 424
31. ↑   Garzke & Dulin 1980, p. 44
32. 1 2   Lundgren, Robert (28 de setembro de 2010).  DiGiulian, Tony, ed. «Kirishima Damage Analysis» (PDF). NavWeaps. Consultado em 28 de maio de 2021